# Wlassics család
A zalánkeméni nemes és báró Wlassics család egy horvát eredetű nemesi, majd főnemesi címmel rendelkező család.

## Története
A horvát ősök a 17. századtól kezdve már több vármegyében is rendelkeztek birtokokkal a Dunántúlon. A család leginkább Nagykanizsához kötődik. Az első Wlassics, aki ebbe a városba költözött, Ferenc volt. Ez a Ferenc még Pozsonyban született, de előbb Somogyban, majd Nagykanizsán lett sóhivatali tisztviselő. Később Pestre, majd Sopronba helyezték át. Két fia, Antal és Eduárd is ügyvédi oklevelet szerzett, valószínűleg a győri jogakadémián. Antal aktívan közreműködött Zala vármegye közéletében, az ellenzék színeiben politizált. A család legnevezetesebb tagja minden bizonnyal a már említett Antal fia, Gyula, aki többek között miniszter, felsőházi elnök és az MTA tagja is volt. Ugyanő kapta a családban a bárói címet 1916. augusztus 31-én.